# Syndactyla
Syndactyla är ett fågelsläkte i familjen ugnfåglar inom ordningen tättingar. Släktet omfattar åtta arter med utbredning från Costa Rica till Paraguay
- Venezuelalövletare (S. guttulata)
- Höglandslövletare (S. subalaris)
- Rosthalsad lövletare (S. ruficollis)
- Brunbrynad lövletare (S. rufosuperciliata)
- Planaltolövletare (S. dimidiata)
- Tepuilövletare (S. roraimae)
- Perumejselnäbb (S. ucayalae)
- Boliviamejselnäbb (S. striata)

Mejselnäbbarna placerades tidigare i Simoxenops.